# チキンゲーム
チキンゲーム（英: chicken game, game of chicken）とは、別々の車に乗った2人のプレイヤーが互いの車に向かって一直線に走行するゲームである。日本ではチキンレースとも呼ばれる。
激突を避けるために先にハンドルを切ったプレイヤーはチキン（臆病者）と称され、屈辱を味わう結果になる。チキンゲームのような、どちらか一方のプレイヤーが引き下がるまで苦痛を強いられるゲームは、若者の間で行われる場面がほとんどである。
また「チキンゲーム」という言葉は、ある交渉において、2人の当事者がともに強硬な態度をとり続けると、悲劇的な結末を迎えるにもかかわらず、プライドが邪魔をして双方ともに譲歩できない状況の比喩として使われる場合もある。バートランド・ラッセルが、チキンゲームを「瀬戸際外交」と比較した研究は有名である。

## チキンゲームのルール
チキンゲームの最も古い例の一つに、ジェームズ・ディーン主演映画『理由なき反抗』がある。この映画では、2人のプレイヤーは崖に向かって別々の車で同時に走り出し、先に運転席から飛び出した者が「チキン」とされた。そのほかにも以下のようなルールが設定されることがある。
- ゴールラインをいかに早く通過するか。しかしゴールラインの先に壁または崖があり、あまり早く通過すると止まれないのでそこが肝心。
- 設定されたゴールラインを超えたら（あるいは壁にぶつかったり崖から落ちたりしたら）負け。
- 先にブレーキを踏んだ方が負け（恐怖に対する我慢比べ）。
- 競技者が失神したら負け。
- 競技者が死んだら負け。

## ゲーム理論におけるチキンゲーム
チキンゲームは、ゲーム理論における研究対象にもなっており、非ゼロ和ゲームと深い関わりがある。チキンゲームは、交渉における重要な基本原理であり、譲歩する猶予が与えられた各プレイヤーの戦略として記述される。そして双方のプレイヤーの少なくとも一方が譲歩しない限り、悲劇的な結末は避けられない。
衝突を回避するという屈辱は、衝突に比べれば些細な結末である。そのため、起こりうる衝突を事前に回避する行動が、合理的な行動といえるだろう。ただし、相手が回避する戦略しか採らないプレイヤーならば、必ずしも回避する必要はない。
チキンゲームの利得表を次に示す。ここで、「協調」はハンドルを切る選択を、「裏切り」は直進する選択を表している。
|        | 協調   | 裏切り   |
| 協調   | 0, 0   | -1, +1   |
| 裏切り | +1, -1 | -20, -20 |

上のモデルでは、ゲームの開始以前に自分の選択を決定しなければならない。さらに、ゲームの開始直後に相手の行動を確認できたとしても、最初に決定した自分の選択は必ず遂行しなければならない。
チキンゲームと対比されるゲームに、囚人のジレンマがある。囚人のジレンマには相手の行動に関わらず常に最適となる行動が存在するが、チキンゲームにおける最適行動は相手の行動に依存する。

## タカハトゲーム
チキンゲームは、進化ゲーム理論の分野ではタカハトゲームとしても知られている。もっともシンプルなタカハトゲームでは、共有資源を分割する方法として2人のプレイヤーはそれぞれ2種類の戦略から1つを選択することができる。
|      | ハト  | タカ    |
| ハト | 25,25 | 0,50    |
| タカ | 50,0  | -25,-25 |

まず二人のプレイヤーそれぞれが求めている資源（食料、配偶相手など）を同時に見つけたと仮定する。双方は攻撃的なタカとして振舞うか、温和なハトとして振舞うかを決定する。もし双方のプレイヤーがタカ戦略を選択した場合、資源を奪うために戦い傷つくために双方の点数はマイナスである。一方がタカ戦略を選択し、もう一方がハト戦略を選択した場合、タカ戦略が資源を独占するが、ハトは速やかに逃げ出すために何も失わない。双方のプレイヤーがハト戦略を選択した場合、しばらく威嚇しあった後に資源を対等に分け合うと仮定する。ここでの利得は適応度、すなわち生存と繁殖成功度によって計られる。
ここで議論を簡潔にするために、タカ・ハト戦略は遺伝的に決定されていると仮定する。もし集団全ての個体がハトであれば、資源は平和的に分配される。しかしそこにタカ戦略が入り込めば、タカは非常に高い適応度を得ることができ、集団中に広まる。タカばかりの集団にハトが進入すれば、ハトは資源をほとんど得られないかもしれないがタカのように傷つくことはなく、その集団で最大の適応度を持つのはハトである。いずれの集団でも少数派が有利となり（頻度依存選択）、頻度を増大させてゆく。上の利得表の設定では、両者の利得が均衡するのはタカ戦略が7/12、ハト戦略が5/12の場合である。集団が均衡状態に達したとき、この戦略のバランスを進化的に安定な戦略であるという。進化的に安定な戦略は個体の成功度を最大化するが、集団全体の総利得が最大化されるとは限らない。
このシンプルなモデルでは
1. 相手の手を予測することができない
2. 過去に戦った特定の対戦相手の、あるいは統計的な情報を記憶していない
3. 争っている資源に対する要求が双方等しい（一方が満腹であったりしない）
4. 資源量に対する双方が持つ情報が等しい

などが仮定されているが、実際の生物の行動に応用されるときにはこれらの要素が加味される。